# Campeonato Mundial de Tiro de 1903
El VII Campeonato Mundial de Tiro se celebró en Buenos Aires (Argentina) en el año 1903 bajo la organización de la Federación Internacional de Tiro Deportivo (ISSF) y la Federación Argentina de Tiro.

## Resultados

### Masculino
| Evento                             | Oro                                  | Plata                              | Bronce                          |
| ---------------------------------- | ------------------------------------ | ---------------------------------- | ------------------------------- |
| Rifle 3 posiciones 300 m           | Emil Kellenberger · Suiza · 969 pts. | Louis Richardet · Suiza · 952 pts. | Attilio Conti Italia 938 pts.   |
| Rifle 3 posiciones 300 m (equipos) | Suiza · 4598                         | Italia 4413                        | Argentina 4239                  |
| Rifle en pos. tendida 300 m        | Louis Richardet · Suiza · 343        | Emil Kellenberger · Suiza · 331    | Adolf Tobler · Suiza · 330      |
| Rifle en pos. de rodillas 300 m    | Emil Kellenberger · Suiza · 346      | Attilio Conti Italia 345           | Louis Richardet · Suiza · 333   |
| Rifle en pos. de pie 300 m         | José Masso Argentina 293             | Emil Kellenberger · Suiza · 292    | Cesare Valerio Italia 289       |
| Pistola 50 m                       | Benjamín Segura Argentina 466        | Cesare Valerio Italia 456          | Marcelo de Alvear Argentina 451 |
| Pistola 50 m (equipos)             | Argentina 2166                       | Italia 2155                        | —                               |

## Medallero
| Núm. | País      | Oro | Plata | Bronce | Total |
| ---- | --------- | --- | ----- | ------ | ----- |
| 1    | Suiza     | 4   | 3     | 2      | 9     |
| 2    | Argentina | 3   | 0     | 2      | 5     |
| 3    | Italia    | 0   | 4     | 2      | 6     |
|      | TOTAL     | 7   | 7     | 6      | 20    |